# Skadeglatt Leende
Skadeglatt Leende är ett svenskt serieförlag grundat av Joakim Lindengren, David Nessle och Martin Kristenson. Förlaget ger huvudsakligen ut serietidningen Kapten Stofil.
Ursprungligen var "Skadeglatt Leende" ett fiktivt företag som Lindengren refererade till i några av sina serier (med notiser som "© Skadeglatt Leende"). Efter att första numret av Kapten Stofil givits ut på Jemi förlag bildades Skadeglatt Leende som ett verkligt förlag, för att i fortsättningen ta hand om utgivningen av tidningen.
Förutom serietidningen har förlaget bland annat publicerat David Nessles deckarpastisch Döda fallet, stupidoskribenten Martin Kristenssons Partyt är ett faktum, och sköter försäljningen av Kapten Stofil-relaterade produkter som dekaler, Kapten Stofils Äkta Wermländska Môskaser, och Kapten Stofils Äkta Skånskt Lommamög. 